# Centro cultural islámico Rey Fahd
El Centro Cultural Islámico "Custodio de las Dos Sagradas Mezquitas Rey Fahd", inaugurado el 25 de septiembre de 2000, es el templo islámico más grande de Latinoamérica, superando a la Mezquita Ibrahim Al-lbrahim de Caracas desde entonces. Se encuentra ubicado en el barrio de Palermo (por lo cual ha ganado el nombre informal de Mezquita de Palermo) y se dedica a la difusión de la cultura árabe y los asuntos islámicos.

## Historia
La donación del terreno que pertenecía al Estado Argentino (y que en la época virreinal fueran porquerizas destinadas a la crianza de animales de granja), al reino de Arabia Saudita, de tres hectáreas y media, fue gestada por el presidente Carlos Saúl Menem, mediante una ley sancionada en 1995. Sobre esos terrenos, valuados en unos 20 millones de dólares, se construyó el complejo cultural islámico más grande de América.

### La inauguración

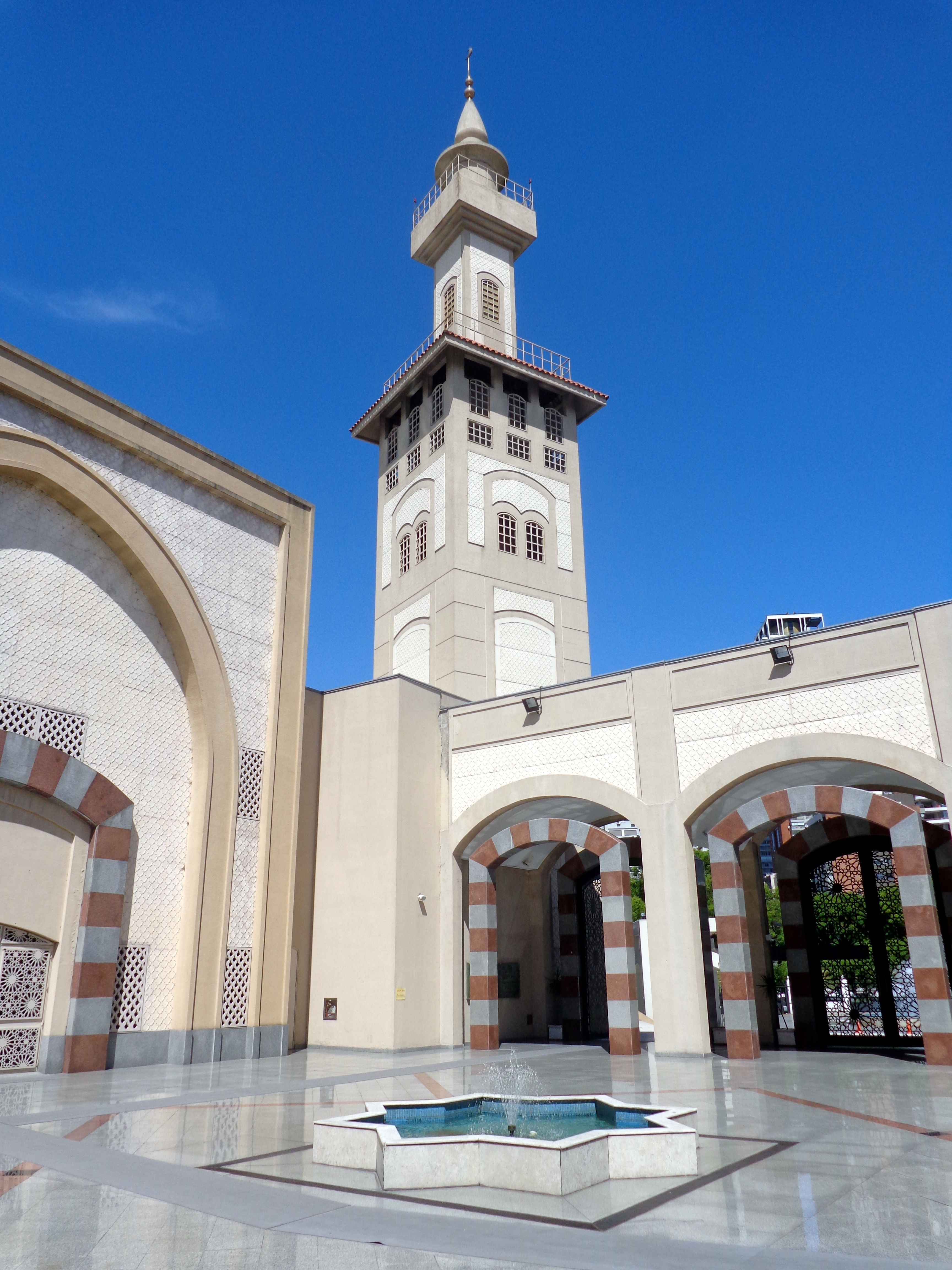
Patio y uno de los minaretes.

El 25 de septiembre de 2000 fue inaugurada, y Fernando de la Rúa, presidente en ese entonces, encabezó el acto junto con el entonces príncipe heredero del trono de Arabia Saudita, Abdullah bin Abdul Aziz Al Saud, que llegó al país ese día con una comitiva de 250 personas, asistiendo también al acto el ya expresidente Menem y la vicejefa del Gobierno de la Ciudad de Buenos Aires, Cecilia Felgueras. También asistieron autoridades religiosas de otros cultos, como el gran rabino de Buenos Aires, Shlomo Ben Hamú.
La ceremonia duró casi dos horas y comenzó con una lectura en árabe del Sagrado Corán. Siguió con palabras del representante de la comunidad musulmana en la Argentina, Muhammad Al Kadri; el arquitecto del proyecto, Zuhair Fayez; y el ministro de Asuntos Religiosos del reino de Arabia Saudita. Cuando le tocó el turno al mencionado príncipe de Arabia, este definió al centro cultural que lleva el nombre de su medio hermano como: "fortaleza de la civilización, no es sólo una mezquita: va a irradiar cultura" y agradeció a las autoridades argentinas en general y en especial a Carlos Menem. El presidente De la Rúa cerró la ceremonia, e hizo alusión a la paz y a la libertad de cultos diciendo que: "En la Argentina sentimos el orgullo de que los orígenes religiosos y étnicos no son motivo de discriminación sino de solidario intercambio".

## Descripción

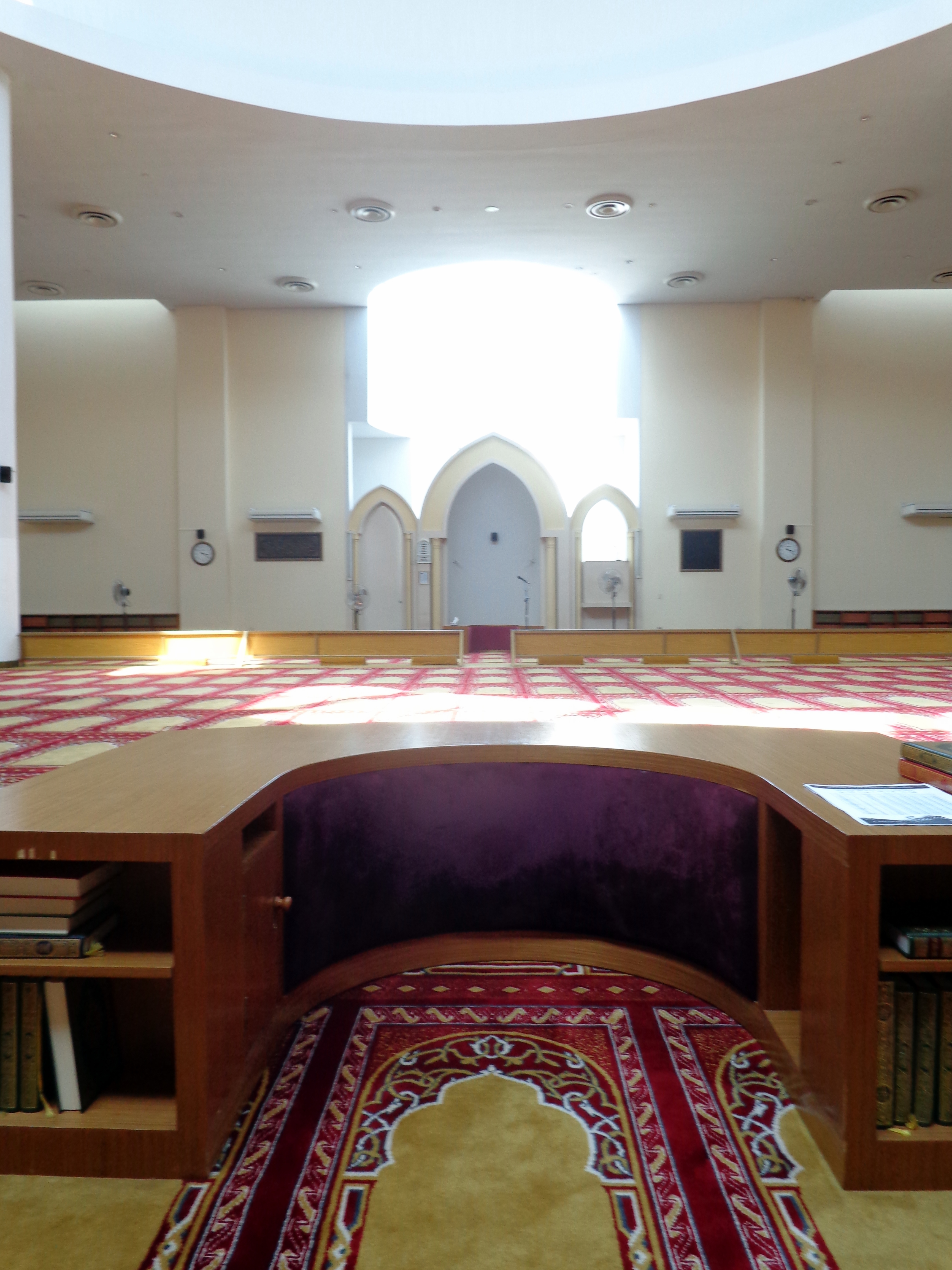
La mezquita.

Se encuentra ubicado en la Avenida Intendente Bullrich, número 55, barrio de Palermo, Buenos Aires, Argentina. 
Fue diseñado por el arquitecto saudí Zuhair Faiz, ocupa un terreno de 3,5 hectáreas, y el templo para que recen los hombres tiene capacidad para albergar a más de 1000 hombres mientras que en el de las mujeres entran unas 400.
La altura de toda la edificación no supera los dos pisos de altura, con excepción de los dos minaretes, las torres gemelas que se destacan en el predio. Para acceder hasta sus ventanas superiores hay que trepar 160 escalones, los últimos 13 en una especie de escalera marinera, completamente vertical. Todo el complejo está despojado de adornos, y las paredes están pintadas de un color crema. La edificación, con ventanales característicos de la arquitectura árabe, descansa sobre espaciosos jardines, verde inglés, adornados con palmeras.
El centro cultural cuenta con salas de conferencias y exposiciones, un colegio primario y jardín de infantes, teatro, y una biblioteca además de un sector de dormitorios para cincuenta alumnos pupilos que en realidad no se utilizó para tal fin. En el colegio se enseña el programa oficial argentino, además de religión y árabe, y pueden cursar en ella alumnos de cualquier credo y religión.
El área de culto en sí, o sea, la mezquita, tiene una superficie de 2000 m² totalmente tapizada por una enorme alfombra, en tonos mostaza y bordó, bien mullida y especialmente confeccionada en tierras del rey Fahd, que tapiza toda su superficie. Su capacidad está estimada para mil fieles y el único elemento ornamental que se destaca en la muy austera decoración es una vistosa araña de cristal, con 230 bombitas, de 3 metros de diámetro por 3 de altura, que pende del centro de su cúpula. Cerca de la entrada posee además baños donde los creyentes y visitantes podrán lavar sus pies antes de descalzarse obligatoriamente antes de ingresar al templo, dejando sus zapatos en unas estanterías de madera construidas al efecto.